# Przywidz
Przywidz (in tedesco Mariensee) è un comune rurale polacco del distretto di Danzica, nel voivodato della Pomerania. È la sede del gmina (distretto amministrativo) chiamato Gmina Przywidz. Si trova a circa 22 km a ovest di Pruszcz Gdański e 28 km a sud-ovest del capoluogo regionale Danzica. Ricopre una superficie di 129,62 km² e nel 2004 contava 5 061 abitanti.

## Geografia

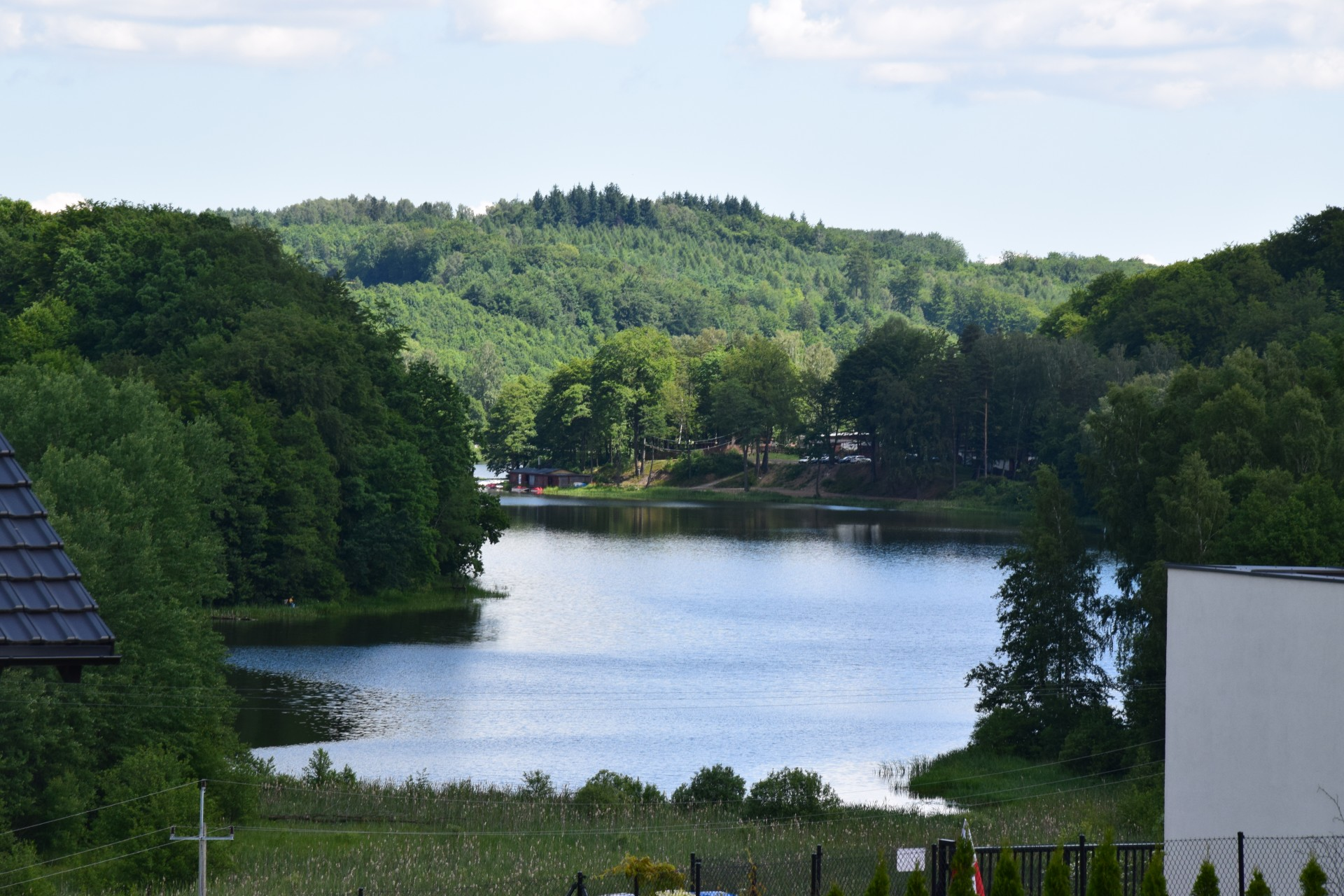
Vista sul Lago Przywidzkie in primavera.

### Posizione
La sua posizione favorevole la resero alla fine del XIX secolo una località estiva - una destinazione per viaggi domenicali e vacanze. Il 40% della superficie del comune è coperto da foreste, le colline locali arrivano fino a 270 m sul livello del mare, mentre il lago Przywidzkie raggiunge una lunghezza di 4,5 km. L'aria che si respira, a causa della mancanza di industrie, è pulita e si nota in modo particolare l'assenza di smog e altri gas caratterizzanti le grandi metropoli. Przywidz è conosciuta in estate per il suo lago e in inverno per la sua pista da sci lunga 600 metri. Il clima della posizione elevata di Przywidz (oltre 190 metri sul livello del mare) fa sì che quando la neve si scioglie, gli sciatori qui approfittano per far pratica e divertirsi. Przywidz riserva attrazioni anche per bambini e per giovani, a cui è stato costruito un grande skatepark in Jesionowa Street, dotato di minirampe.
C'è un'isola sul lago, ma non è permesso andarci - è una riserva naturale. Tuttavia, si può ammirare dall'acqua, in kayak o in pedalò. Sfortunatamente, il lago Przywidzkie non è collegato da nessuna via d'acqua con altri bacini, quindi una gita in canoa può essere pianificata per circa 2-3 ore. Durante questo periodo si può circumnavigare tutto il lago. Si può ormeggiare nella penisola sul lato sud del lago. Risalendo la ripida riva, si raggiunge un luogo dove un tempo si trovava un insediamento fortificato. Come dicono i locali, è più facile raggiungerla dall'acqua che dalla terra.

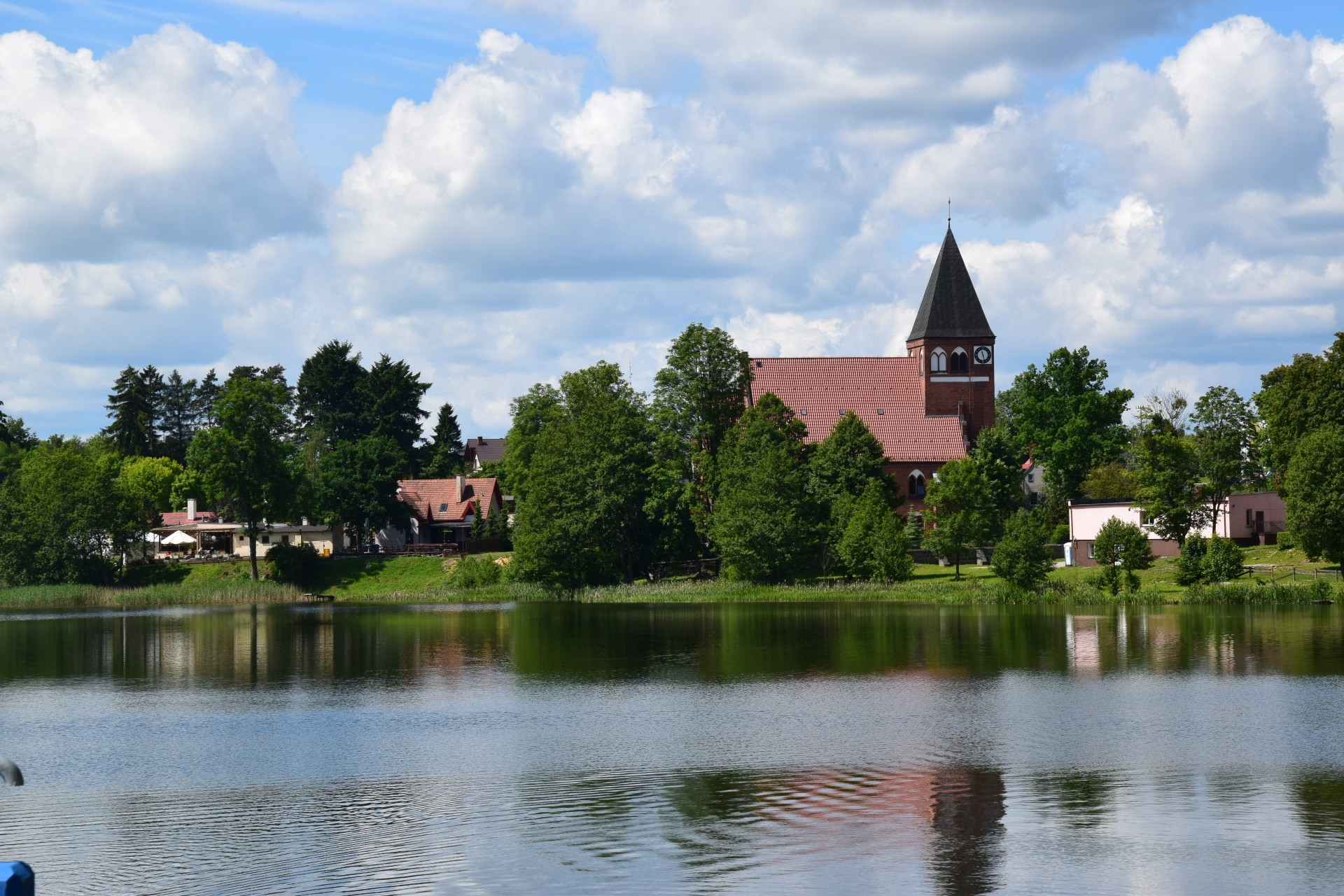
Parrocchia cattolica romana sotto l'invocazione di Świętego Franciszka Ksawerego - Przywidz

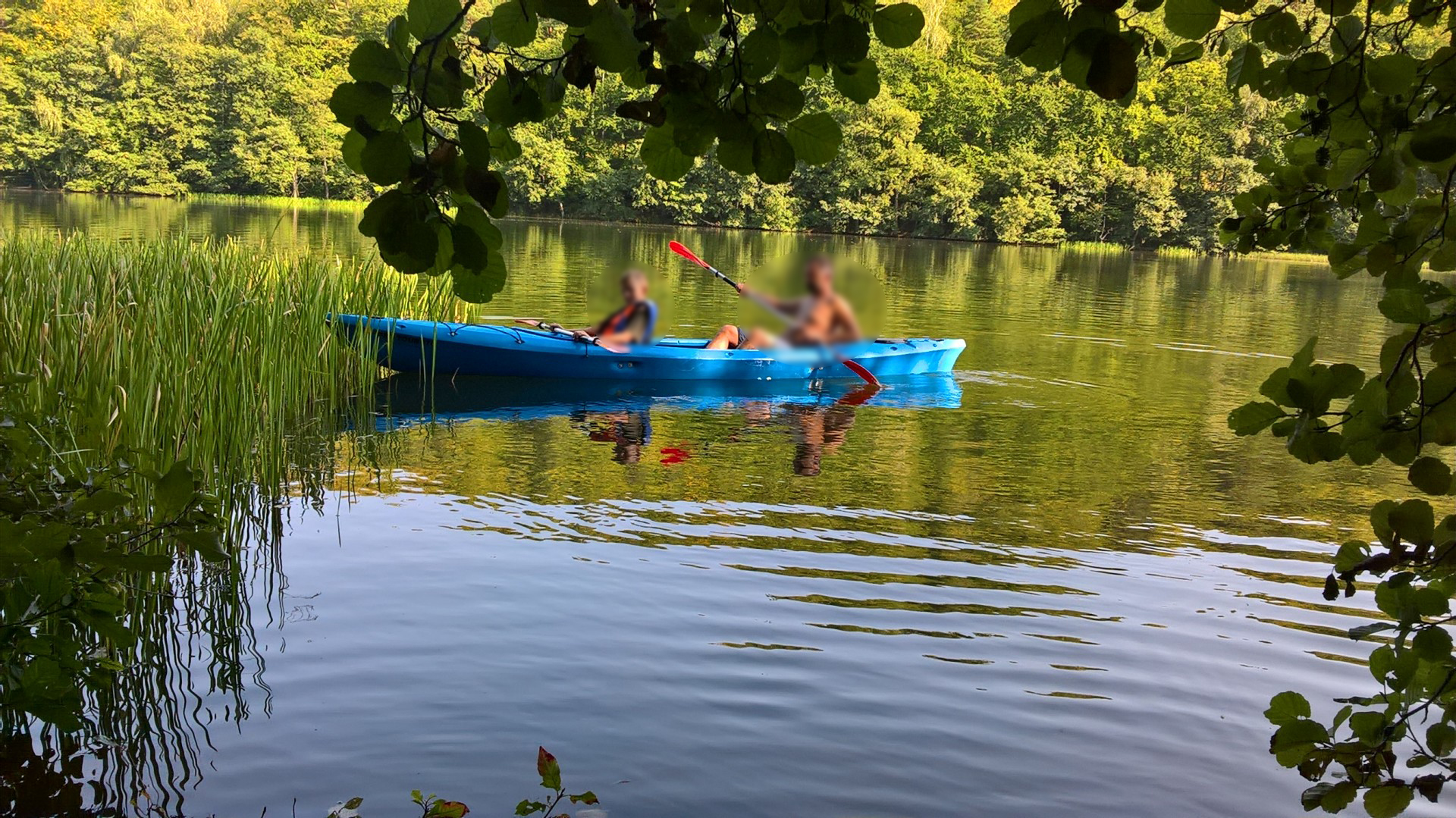
Canottieri sul lago Przywidzkie